# Hortensienstraße (Berlin-Lichterfelde)
Die Hortensienstraße ist eine kleine Nebenstraße im Berliner Ortsteil Lichterfelde des Bezirks Steglitz-Zehlendorf. An der Straße befinden sich zwei Gebäude von historischer Bedeutung, die beide mit dem Widerstand gegen den Nationalsozialismus in Verbindung stehen: Das Pfarrhaus der Martin-Luther-Kirche (Nr. 18), in dem das Büro Grüber gegründet wurde, welches evangelische Christen jüdischer Abstammung bei der Auswanderung unterstützte, und das Haus Nr. 50, das der Widerstandsgruppe Kreisauer Kreis als Treffpunkt diente. Der Journalist Jens Jessen sieht die Straße als Teil der „unsichtbaren Topografie des Widerstands“. Vor den Häusern Nr. 9 und Nr. 16 befinden sich Stolpersteine, die an insgesamt vier während der Zeit des Nationalsozialismus deportierte und ermordete Menschen erinnern: Laura Lea Gruber, Clara Silbermann, Gertrud Silbermann und Leonore Heinemann. Zahlreiche historische Persönlichkeiten lebten auf der Straße, darunter der Kriegsgegner und Mitbegründer der Kommunistischen Partei Deutschlands Karl Liebknecht sowie die Widerstandskämpfer Peter Graf Yorck von Wartenburg, Helmuth James Graf von Moltke und Eugen Gerstenmaier.

## Lage
Die Hortensienstraße liegt im sogenannten Blumenviertel, das sich in unmittelbarer Nähe des Botanischen Gartens befindet. Sie verläuft parallel zur Trasse der Wannseebahn und als Verlängerung der Resedenstraße in südwestlicher Richtung. Eine Kreuzung bildet ihren Endpunkt. Dort trifft sie mit der Hyazinthen- sowie der Tulpenstraße zusammen und geht in die Veilchenstraße über.

## Bebauung

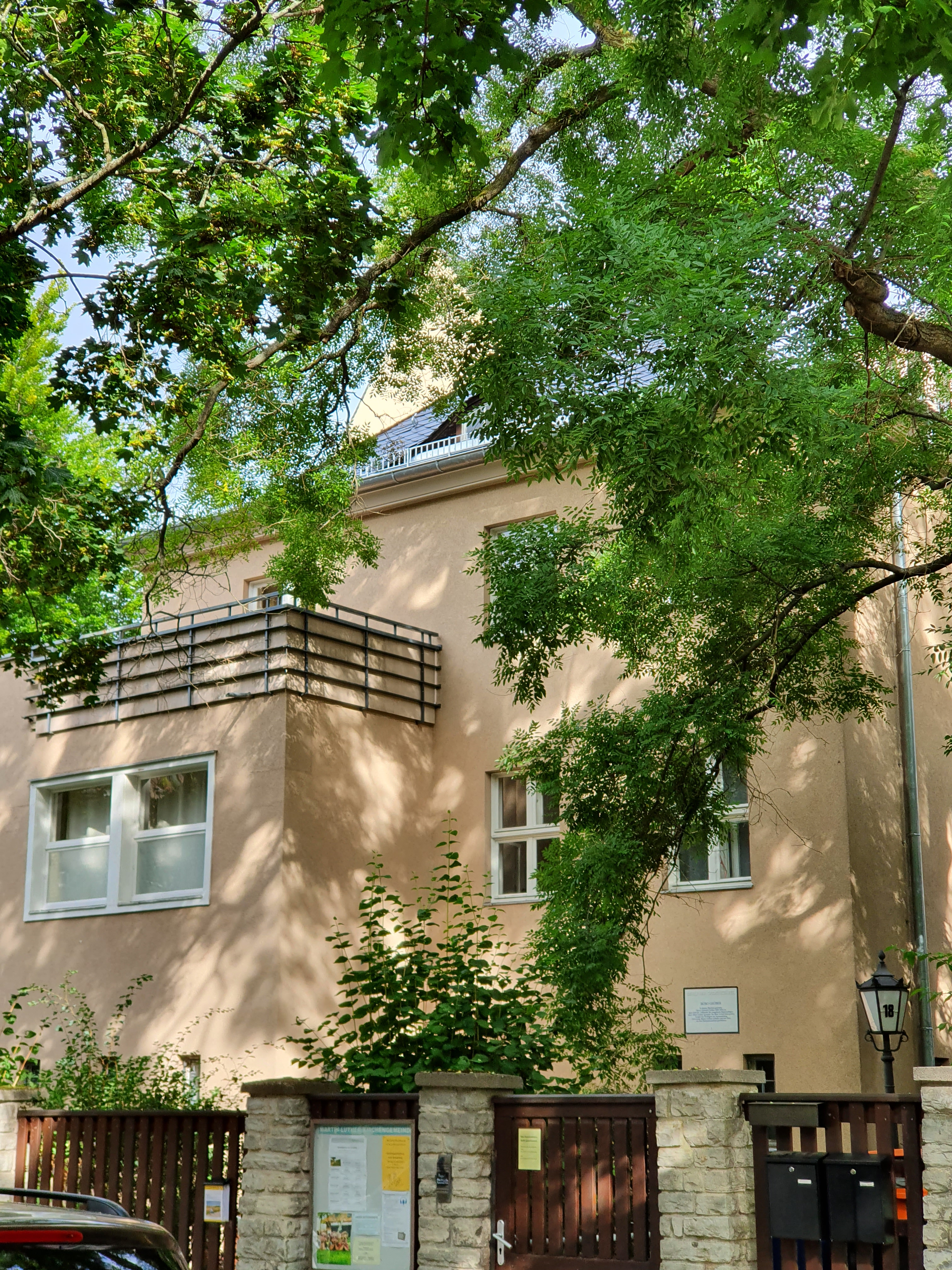
Pfarrhaus der Martin-Luther-Kirche, Büro Grüber

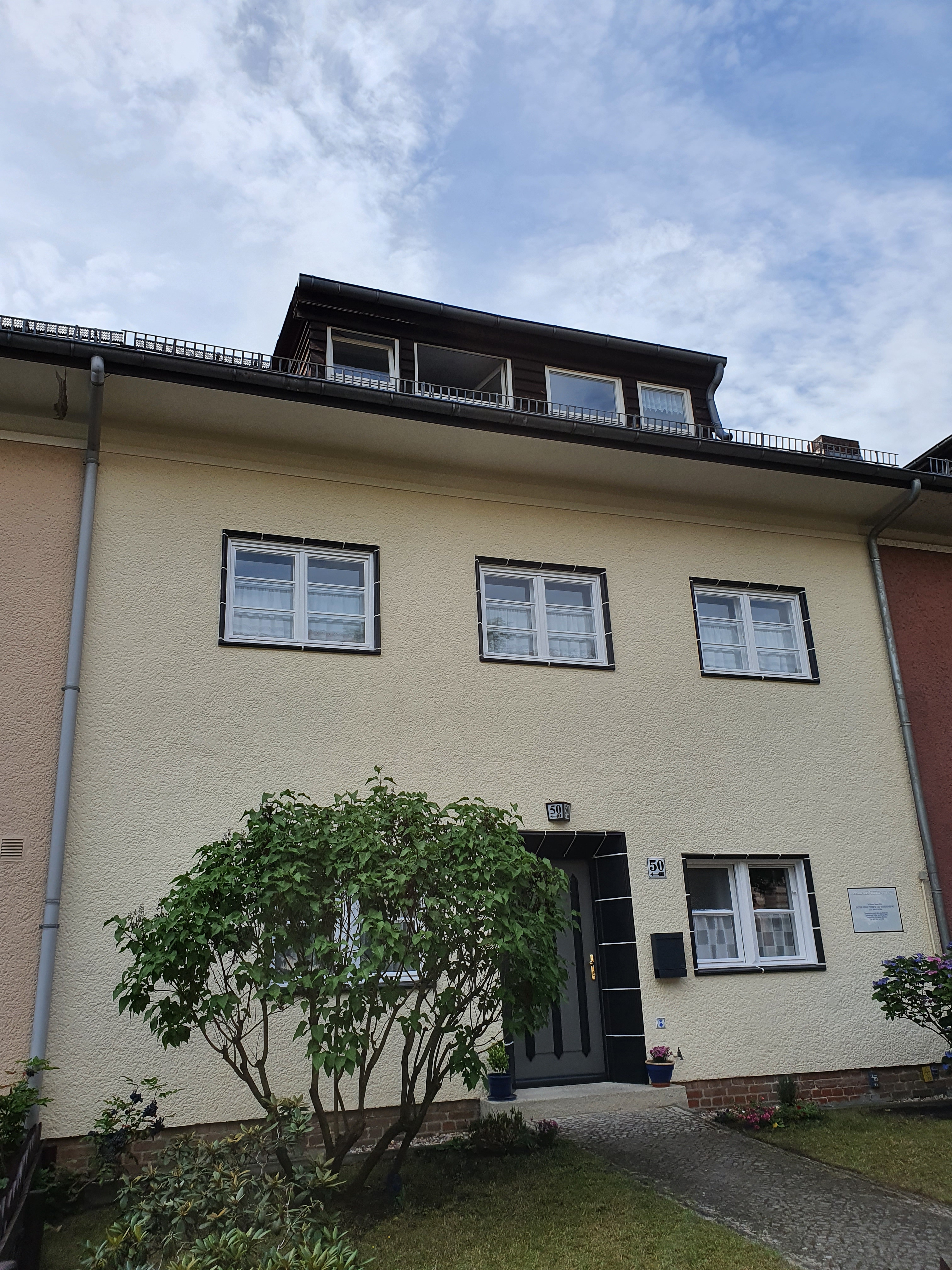
Hortensienstraße 50, Kreisauer Kreis

Die Straße ist großteils mit geschlossenen Wohnblöcken und Häuserreihen bebaut. Die Bebauung ist durch zwei Plätze unterbrochen: der Hortensienplatz, der sich zwischen den Häusern Nr. 4 und 5 befindet und sich bis zu einer Parallelstraße, der Tulpenstraße erstreckt, und der Eugen-Gerstenmaier-Platz an der Kreuzung mit der Enzianstraße. An letzterem befindet sich der Bahnhof Berlin Botanischer Garten, der von der S-Bahn-Linie 1 angefahren wird. Am südwestlichen Ende der Straße ist die Martin-Luther-Kirche.

## Bekannte Bewohner
- Hortensienstraße 12: Joachim Tiburtius
- Hortensienstraße 14: Georg Cleinow und Karl Liebknecht
- Hortensienstraße 20b: Albrecht von Freyberg
- Hortensienstraße 21c: Otto Ciliax
- Hortensienstraße 26: Edgar Beyfuß
- Hortensienstraße 34: Hanns Lilje
- Hortensienstraße 41: Jens Jessen
- Hortensienstraße 49: Wilhelm Dörpfeld
- Hortensienstraße 50: Peter Graf Yorck von Wartenburg, Marion Gräfin Yorck von Wartenburg, Eugen Gerstenmaier und Helmuth James Graf von Moltke
- Hortensienstraße 55 und 63: Peter Alfons Steiniger[2][3][4]
- Hortensienstraße 61: Hermann Lorey